# Romet S-200
Romet S-200 – motocykl sprzedawany w Polsce od 2007 lub 2008 pod marką Romet.

## Dane techniczne
Romet S-200 to motocykl średniej wielkości.
- Wymiary: 2020 mm x 790 mm x 1185 mm,
- Silnik: czterosuwowy, jednocylindrowy, chłodzony powietrzem,
- Pojemność: 197 cm³,
- Moc maksymalna: 12,5 kW (17 KM) przy 8500 obr./min.,
- Rozruch: elektryczny,
- Zapłon: elektroniczny CDI,
- Prędkość maksymalna: 95 km/h,
- Pojemność zbiornika paliwa: 12 l,
- Hamulec przód/tył: tarczowy podwójny/tarczowy,
- Opony przód/tył: 110/70-17 / 140/70-17,
- Masa pojazdu gotowego do jazdy: 115 kg,
- Amortyzator przód/tył: podwójny/centralny.